# Kudrang
Kudrang is een bestuurslaag in het regentschap Pidie Jaya van de provincie Atjeh, Indonesië. Kudrang telt 221 inwoners (volkstelling 2010).